# دانبرتون (ویسکانسین)
دانبرتون (به انگلیسی: Dunbarton) یک منطقهٔ مسکونی در ایالات متحده آمریکا است که در شهرستان لافایت، ویسکانسین واقع شده‌است. دانبرتون ۳۰۷٫۸۵ متر بالاتر از سطح دریا واقع شده‌است.